# Gyliotrachela
Gyliotrachela é um género de gastrópode  da família Pupillidae.
Este género contém as seguintes espécies:
- Gyliotrachela catherina Solem, 1981